# أنيا سيتون
أنيا سيتون (بالإنجليزية: Anya Seton) (23 يناير 1904، مانهاتن في الولايات المتحدة - 8 نوفمبر 1990 في الولايات المتحدة)؛ كاتِبة، سيناريست وروائية أمريكية.

## روابط خارجية
- أنيا سيتون على موقع IMDb (الإنجليزية)
- أنيا سيتون على موقع الموسوعة البريطانية (الإنجليزية)
- أنيا سيتون على موقع إن إن دي بي (الإنجليزية)
- أنيا سيتون على موقع قاعدة بيانات الفيلم (الإنجليزية)